# Черненко (село)
Черненко (укр. Черненко) — село, входит в состав Павлопольского сельского совета Волновахского района Донецкой области, до 11 декабря 2014 года входило в Новоазовский район.
Код КОАТУУ — 1423684403. Население по переписи 2001 года составляет 16 человек. Почтовый индекс — 87610. Телефонный код — 6296.

## История
В 2014 году село переподчинено Волновахскому району.

## Местный совет
87610, Донецкая область, Волновахский район, с. Павлополь, ул. Сивухина, 77.